# Cinclosoma ajax
La zordala pintada (Cinclosoma ajax)  es una especie de ave paseriforme de la familia Psophodidae endémica de Nueva Guinea.
Su hábitat natural son los bosques húmedos tropicales de tierras bajas.